# Meigem
Meigem is een dorpje in de Belgische provincie Oost-Vlaanderen en een deelgemeente van Deinze, het was een zelfstandige gemeente tot aan de gemeentelijke herindeling van 1977. Het woondorp ligt aan het Schipdonkkanaal, net ten zuiden van de Poekebeek.

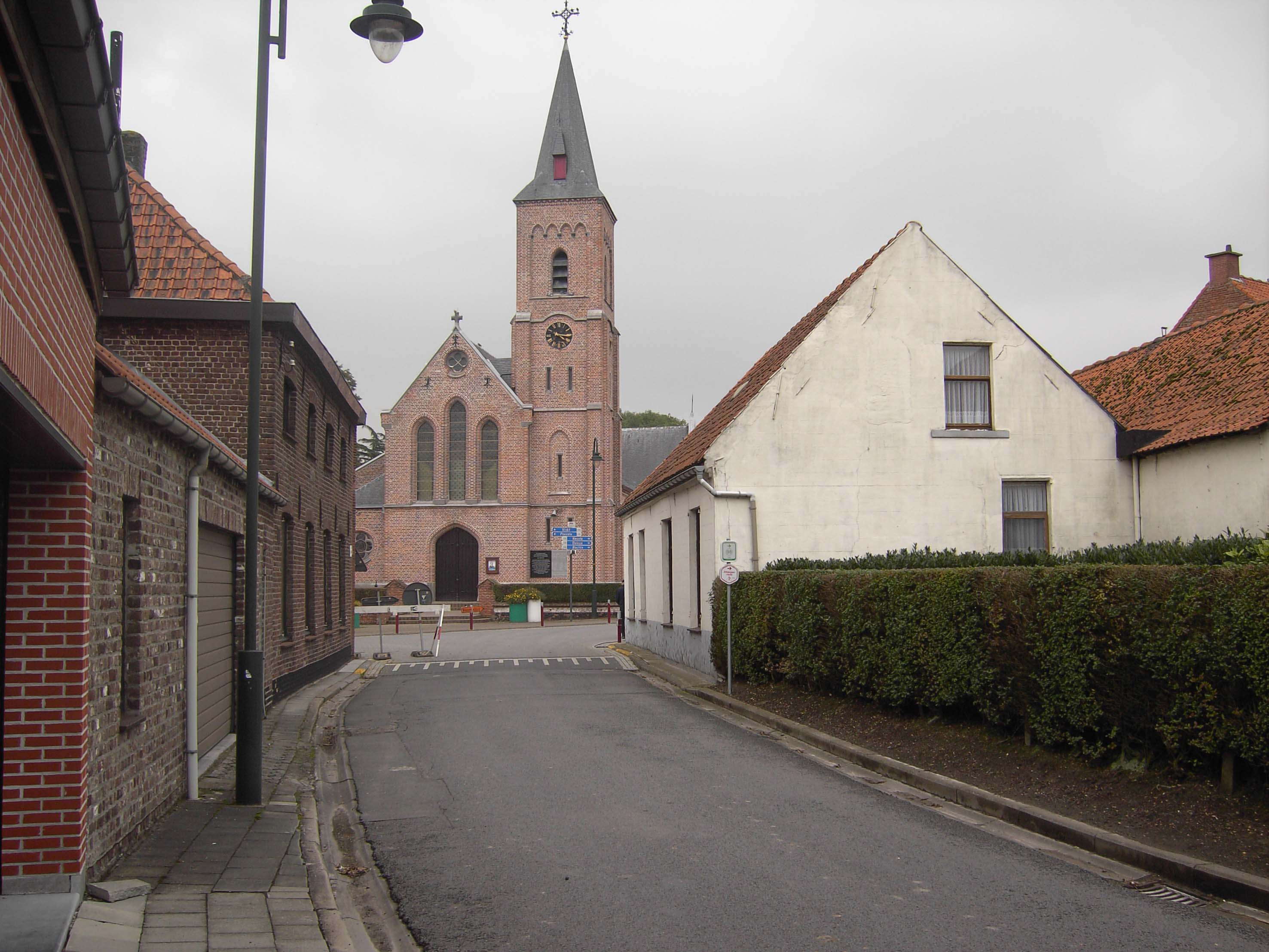
Dorpscentrum Meigem

## Geschiedenis

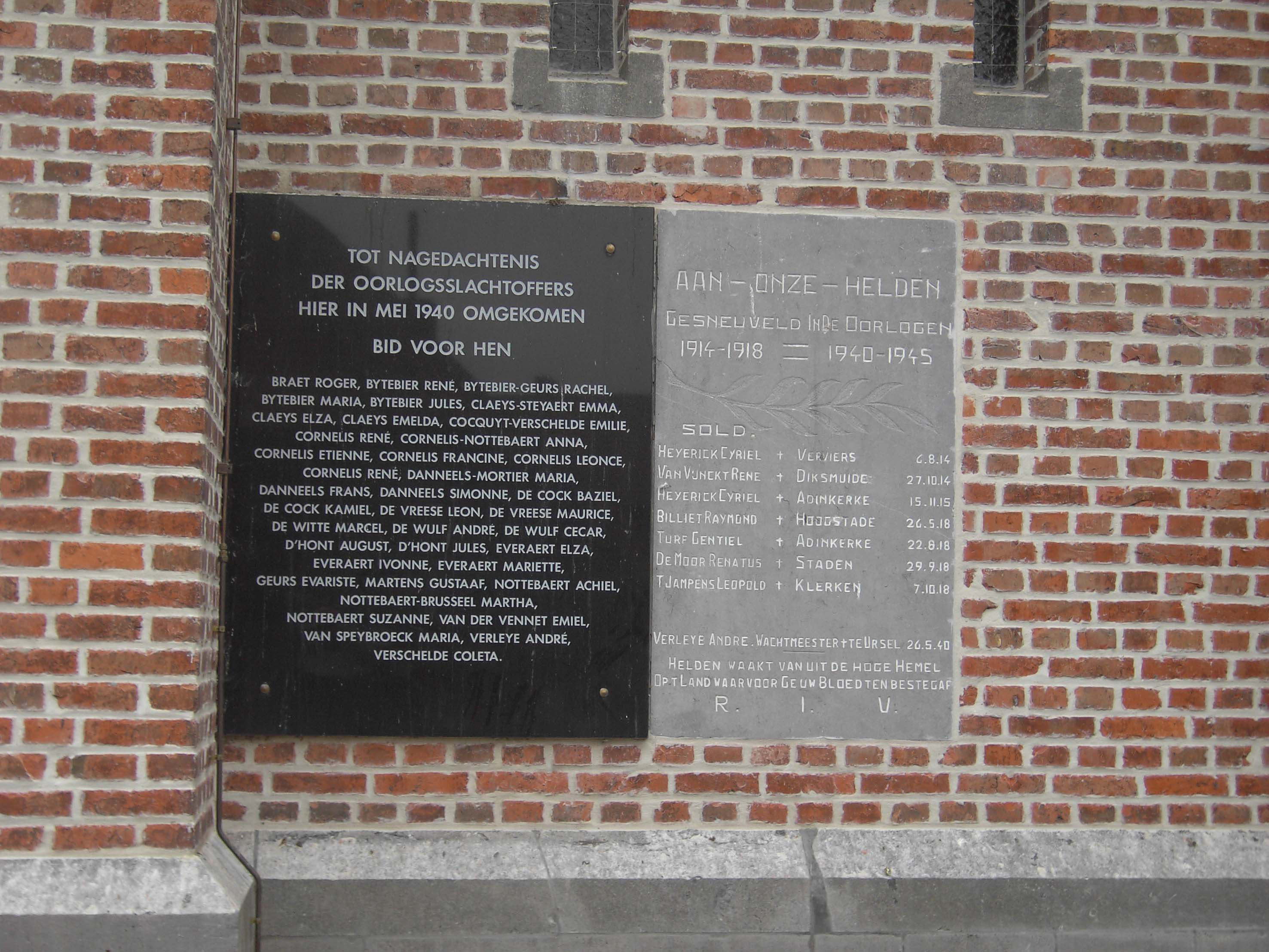
Gedenkstenen ter nagedachtenis van de slachtoffers van beide wereldoorlogen

Meigem werd voor het eerst vermeld eind 9e eeuw als Meingem, een samenvoeging van een persoonsnaam en -heim (woonplaats). Meigem behoorde in het feodale tijdperk tot het Land van Nevele, een uitgestrekte heerlijkheid.
In 1724 werd voor het eerst melding gemaakt van een Heilig Bloedprocessie te Meigem. In 1945 werd dit gebruik weer in ere hersteld.
Meigem had sterk te lijden onder de Tweede Wereldoorlog. In het lemma: Bloedbad van Vinkt en Meigem worden de gruwelen van de dorpen Vinkt en Meigem van mei 1940 beschreven. 

## Demografische ontwikkeling
- Bronnen:NIS, Opm:1831 tot en met 1970=volkstellingen; 1976 = inwoneraantal op 31 december

## Bezienswaardigheden

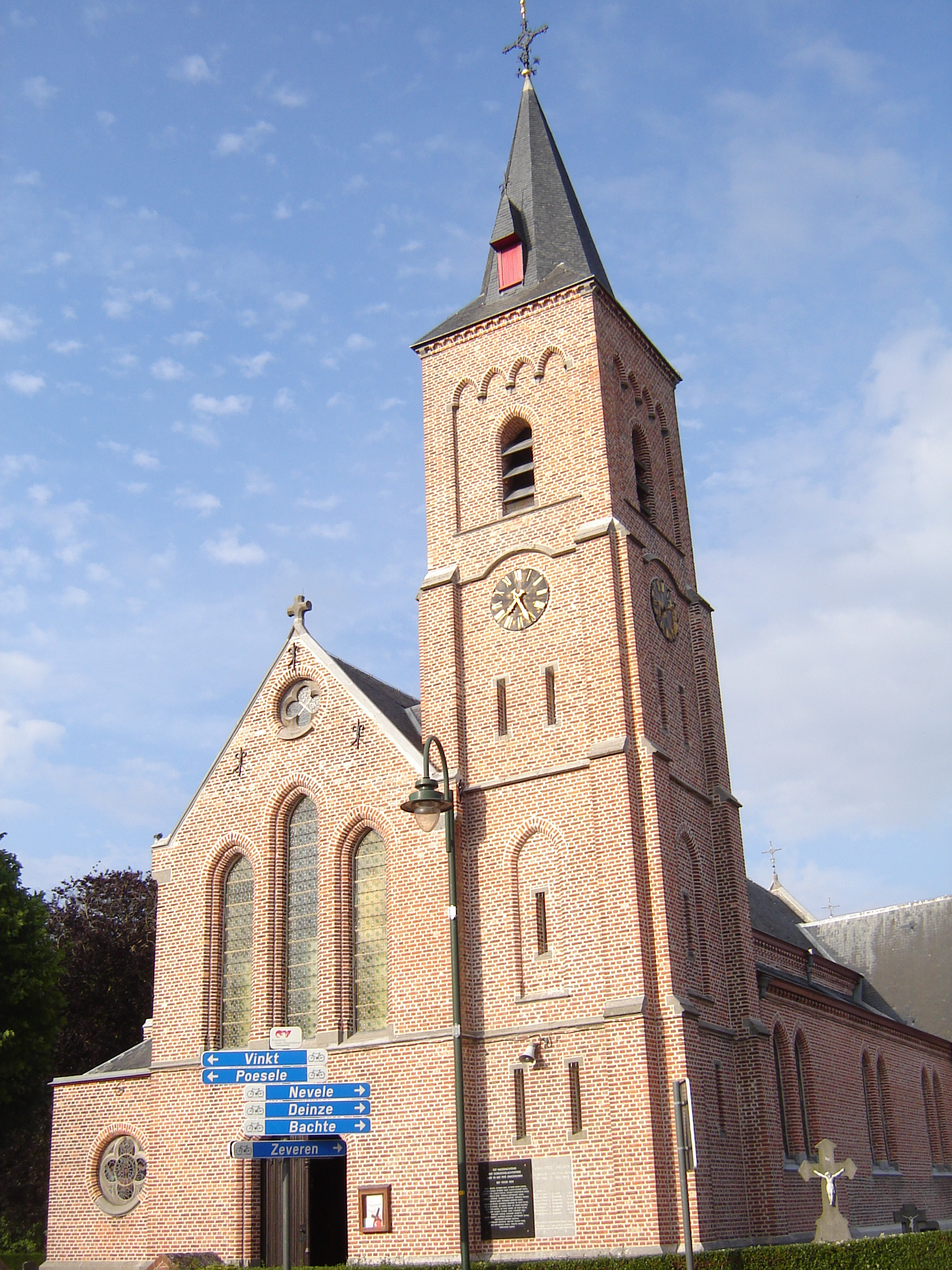
Sint-Niklaaskerk

- De oudste sporen van de Sint-Niklaaskerk gaan terug tot 1218, alhoewel ze nog ouder kan zijn. Onder pastoor Pieter Moortgat werd de kerk volledig verbouwd en was ze af in 1734. Eind 19de eeuw kwam er een tweede grondige verbouwing en kreeg ze haar huidige vorm. Maar de beide oorlogen zorgden ervoor dat de kerk nog tweemaal onder handen diende genomen te worden. Het was trouwens aan dezelfde priester te danken dat men aan de relikwie kwam van de bebloede geselkolom van Christus, zodat men vanaf 1724 kwam bedevaarten naar Meigem tegen bloedziekten.

## Evenementen
Sinds de oorlogsjaren heeft er jaarlijks op de eerste zondag van juli de Heilige Bloedprocessie plaats. Deze beeldt zowel taferelen van het oude als van het nieuwe testament uit.

## Politiek
Meigem had een eigen gemeentebestuur en burgemeester tot de fusie van 1977. Burgemeesters waren:
- ?-1946 : Jozef Claeys
- 1946-1963 : Leonce Dhaene
- 1963-1964 : Alfons Van Laeken
- 1965-1976 : Cyriel Van der Plaetsen